# Sheila Cussons
Sheila Cussons (Piketberg, 9 de agosto de 1922-Vredehoek, 25 de noviembre de 2004) poetisa sudafricana en afrikáans.

## Biografía
Estudió artes en la Universidad de Pietermaritzburg, y más tarde se marchó a Ámsterdam con su primer marido. Más tarde se casó en segundas nupcias con el catalán Joan Saladrigas, y fueron padres de Jordi Saladrigas-Cussons y Jaume Saladrigas-Cussons. Sheila Cussons vivió en Barcelona hasta 1982 - año en que regresa definitivamente a Ciudad del Cabo - y tradujo al afrikáans varias obras en castellano. En 2002 la Universidad de Stellenbosch le hizo una retrospectiva. Entre los numerosos galardones literarios y distinciones, destacan dos doctorados Honoris Causa, Universidad de Natal y Universidad de Pietermaritzburg, y el Premio Herzog, el reconocimiento más importante de las Letras en Afrikáans.

## Obra
- Plektrum (1970)
- Stiebeuel (1946)
- Die Swart Kombuis (1978)
- Verf en vlam (1979)
- Die skitterende wond
- Die sagte sprong
- Die somerjood (1980)
- Die woedende brood (1981)
- Verwikkelde lyn (1983)
- Gestaltes 1947 (1982)
- Membraan (1984)
- Die heilige modder (1988)
- Die knetterende woord (1991)
- ’n Engel deur my kop (1997)
- Die asem wat ekstase is (2000)
- Versamelde gedigte (2006)

### Ficción
- Gestaltes 1947 (1982) ("Figuras")

### Traductora
- Die vorm van die swaard en ander verhale (La forma de la espada y otras historias) (1981) (tradujo cortas historias de Jorge Luis Borges)